# Captação de recursos

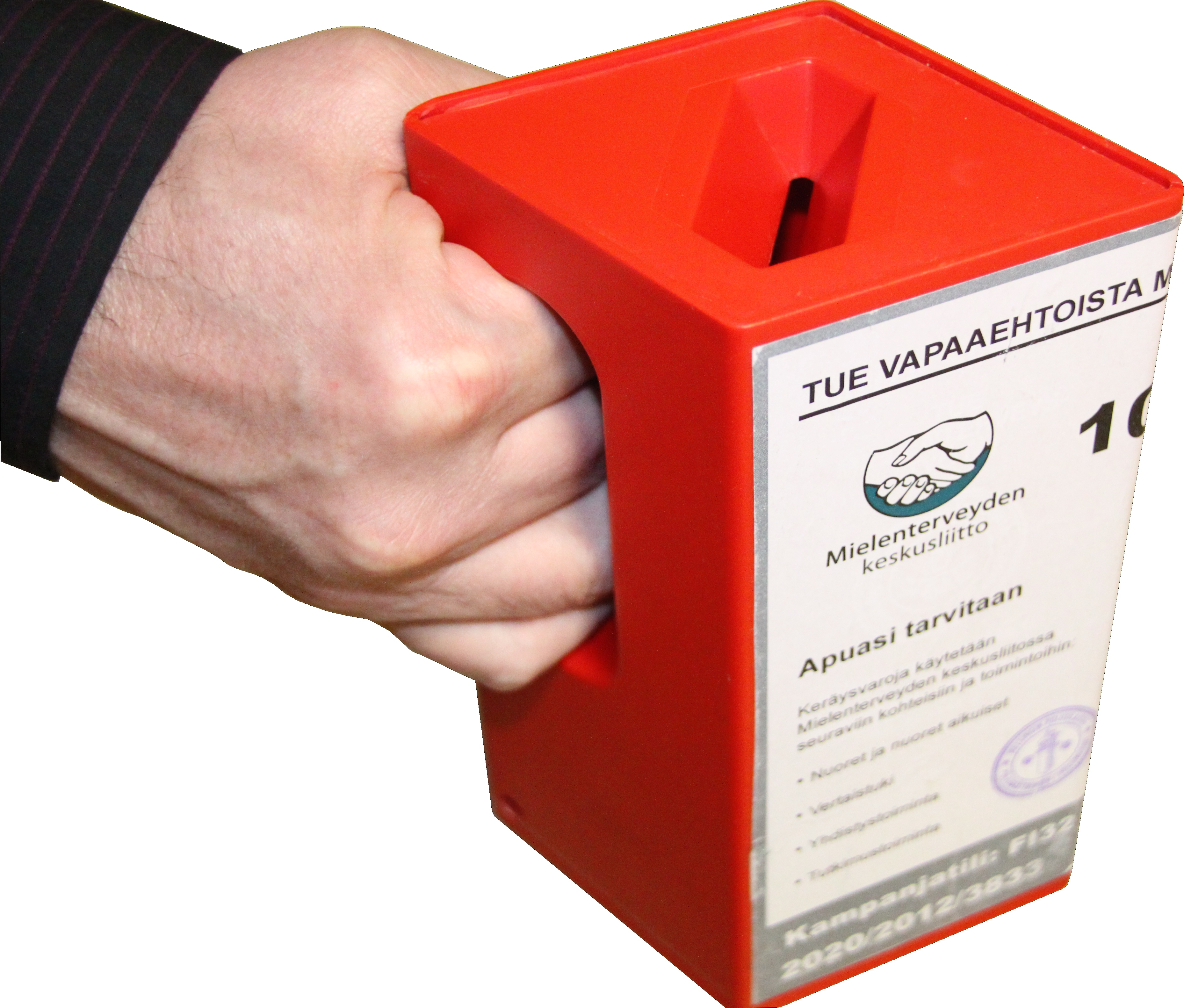
Mão segurando uma caixa vermelha de angariação de fundos

Captação de recursos (em inglês, Fundraising) é a ação desenvolvida pelas organização sem fins lucrativos para que, a partir de um conjunto de estratégias e processos, levantem e mobilizem recursos financeiros para o financiamento da e a sustentabilidade institucional.
A função da captação de recursos nas organizações leva as pessoas, empresas, governos e outros atores a doar voluntariamente recursos financeiros.
Muitas vezes para falar sobre este conceito, falamos em "captação de recursos", "mobilização de recursos" ou "desenvolvimento institucional". O planejamento estratégico das ações de divulgação, da missão e dos projetos das organizações em sintonia com os objetivos de longo prazo, a gestão de tecnologia, informática de bases de dados dos doadores, a estratégia da comunicação ou o relacionamento com os grandes doadores.
A captação de recursos, atua com um planejamento e sua concretização a partir de uma concepção de marketing, através de meios e modos de comunicação que permitam conquistar o maior número possível de doadores e apoiadores atuais ou potenciais.
Tradicionalmente, a captação de recursos consistia principalmente em pedir doações na rua ou nas portas das pessoas, mas novas formas como captação de recursos online e crowdfunding emergiram nos últimos anos, embora a maioria das organizações no Brasil ainda utiliza  métodos mais antigos.

## Organizações

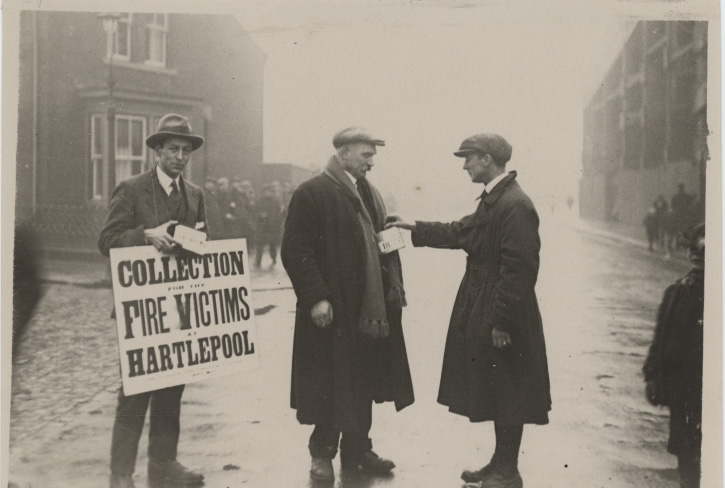
Dois homens coletando para as vítimas do incêndio no Great Timber Yard em Hartlepool, 1922.

No Brasil, a organização que agrega os profissionais de captação de recursos chama-se Associação Brasileira de Captadores de Recursos (ABCR).
O Código de Ética e Padrões da Prática Profissional dos Captadores de Recursos é o documento que propõe-se a regulamentar a profissão.
Uma das empresas especializadas em tecnologia para captação de recursos no Brasil é a Trackmob

## Captador de Recursos
O Captador ou captadora de recursos, junto com a direção da organização não-governamental (ONG), é quem irá liderar o processo de planejamento de mobilização de recursos e a sua implementação.
É a pessoa que possui uma visão generalista da organização, conhecendo sua causa e seus projetos, o que propor para alavancar as receitas e garantir a sustentabilidade da estrutura e das atividades da ONG.
Ao mesmo tempo, é o captador que precisará ter também uma visão de especialista, sabendo trabalhar, a depender do seu papel na organização, com doações de indivíduos, de famílias, de heranças, das empresas, dos governos, por meio de editais, etc.
Por isso, capacitação é fundamental para esse profissional e uma obrigação no investimento de todas organizações. Não existe “faculdade de captação de recursos”. Todas as oportunidades de qualificação técnica oferecidas a esses profissionais devem ser aproveitadas.